# ولی‌آباد (ساری)
ولی‌آباد، روستایی است از توابع بخش رودپی شمالی شهرستان ساری در استان مازندران ایران. این منطقه علاوه بر اینکه شکل روستایی دارد یک مجموعه مسکونی هم هست. در سال ۱۴۰۱ جمعیت این روستا ۱۰۰۰ نفر تخمین زده شده.

## جمعیت
این روستا در دهستان فرح‌آباد شمالی قرار داشته و براساس آخرین سرشماری مرکز آمار ایران که در سال ۱۳۸۵ صورت گرفته، جمعیت آن ۲۲۸نفر (۵۸خانوار) بوده‌است.
در سال ۱۴۰۱ جمعیت این منطقه ۱۰۰۰ نفر تخمین زده شده است